# Грей (тауншип, Миннесота)
Грей (англ. Gray) — тауншип в округе Пайпстон, Миннесота, США. На 2000 год его население составляло 234 человека.

## География
По данным Бюро переписи населения США площадь тауншипа составляет 86,7 км², из которых 86,7 км² занимает суша, водоёмов нет.

## Демография
По данным переписи населения 2000 года здесь находились 234 человека, 85 домохозяйств и 66 семей. Плотность населения — 2,7 чел./км². На территории тауншипа расположено 92 постройки со средней плотностью 1,1 построек на один квадратный километр. Расовый состав населения: 98,29 % белых и 1,71 % коренных американцев.
Из 85 домохозяйств в 37,6 % воспитывались дети до 18 лет, в 74,1 % проживали супружеские пары, в 1,2 % проживали незамужние женщины и в 21,2 % домохозяйств проживали несемейные люди. 17,6 % домохозяйств состояли из одного человека, при том 7,1 % из — одиноких пожилых людей старше 65 лет. Средний размер домохозяйства — 2,75, а семьи — 3,10 человека.
30,3 % населения — младше 18 лет, 3,8 % — в возрасте от 18 до 24 лет, 25,2 % — от 25 до 44, 25,6 % — от 45 до 64, и 15,0 % — старше 65 лет. Средний возраст — 40 лет. На каждые 100 женщин приходилось 114,7 мужчин. На каждые 100 женщин старше 18 приходилось 117,3 мужчин.
Средний годовой доход домохозяйства составлял 46 875 долларов, а средний годовой доход семьи — 47 292 доллара. Средний доход мужчин — 31 000 долларов, в то время как у женщин — 20 750. Доход на душу населения составил 28 770 долларов. За чертой бедности находились 2,8 % семей и 3,2 % всего населения тауншипа, из которых 6,3 % старше 65 лет.